# 矢向站
矢向站（日语：／ Yakō eki */?）是一個位於神奈川縣橫濱市鶴見區矢向六丁目，屬於東日本旅客鐵道（JR東日本）南武線的鐵路車站。車站編號是JN 03。

## 历史
- 1927年（昭和2年）3月9日：伴随南武铁道線川崎站 - 登户站間开通开始营业。往川崎河岸站方向的貨物支線同時开始营业。
- 1944年（昭和19年）4月1日：南武铁道線国有化，成为国铁南武線的车站。
- 1972年（昭和47年）5月25日：往川崎河岸站方向的貨物支線随货运业务停止而废止。
- 1987年（昭和62年）4月1日：国铁分割民营化，成为东日本旅客铁道的车站。
- 2001年（平成13年）11月18日：IC卡Suica启用。
- 2007年（平成19年）
  - 6月22日：綠色窗口结束营业。
  - 6月23日：指定席售票机投入使用。

## 车站结构
下行线为1面1線的侧式月台，上行线为1面2線的岛式月台。2月台之间有跨线桥相连接。除此之外本站還設有線路供首末班車停車和交接。附近有JR員工宿舍。

### 月台配置
| 月台 | 路線   | 方向 | 目的地                               |
| ---- | ------ | ---- | ------------------------------------ |
| 1    | 南武線 | 下行 | 武藏小杉、武藏沟之口、登户、立川方向 |
| 2、3 | 南武線 | 上行 | 尻手、川崎方向                       |

（來源：JR東日本:車站構內圖 （页面存档备份，存于））

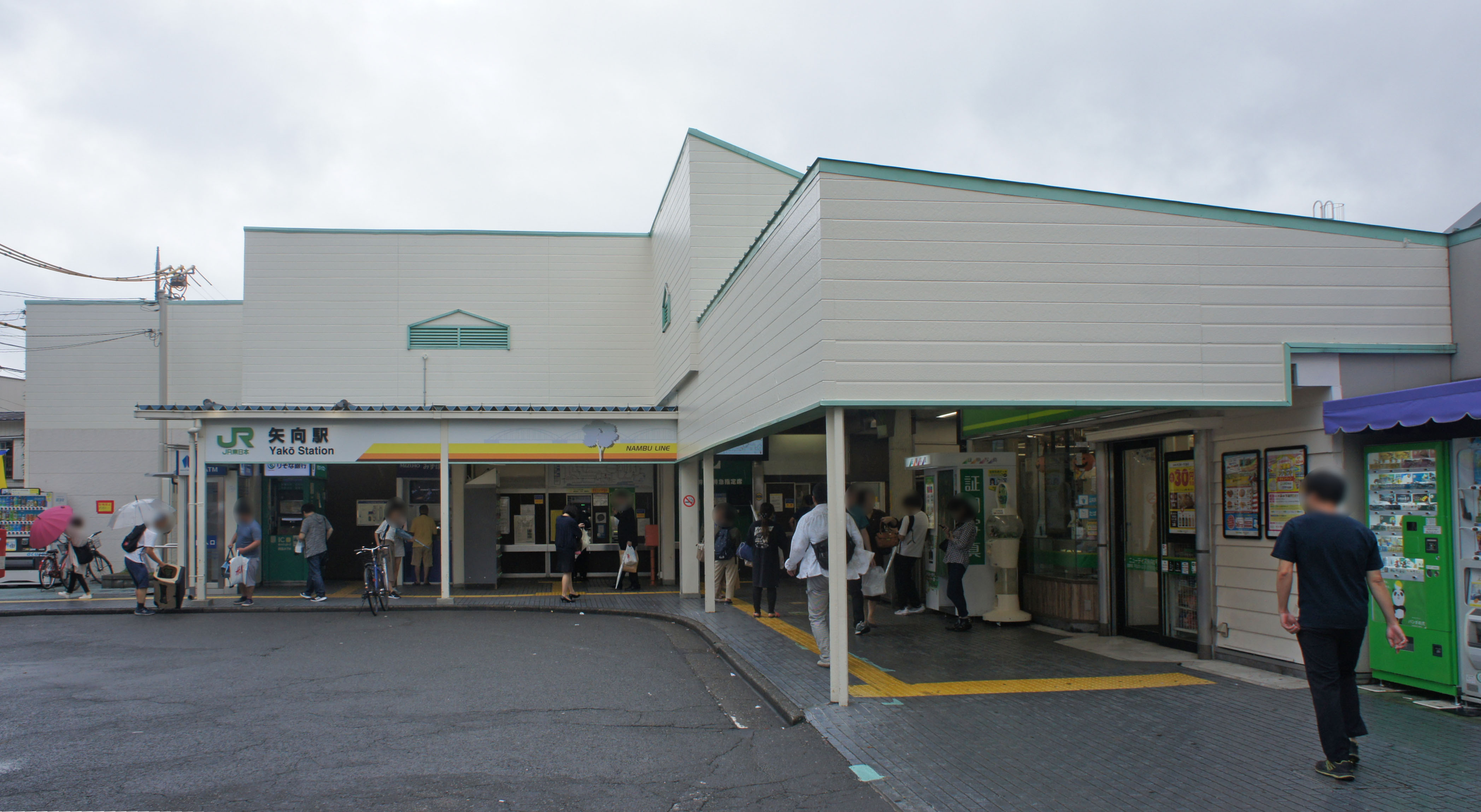
改建後的站舍（2020年4月）
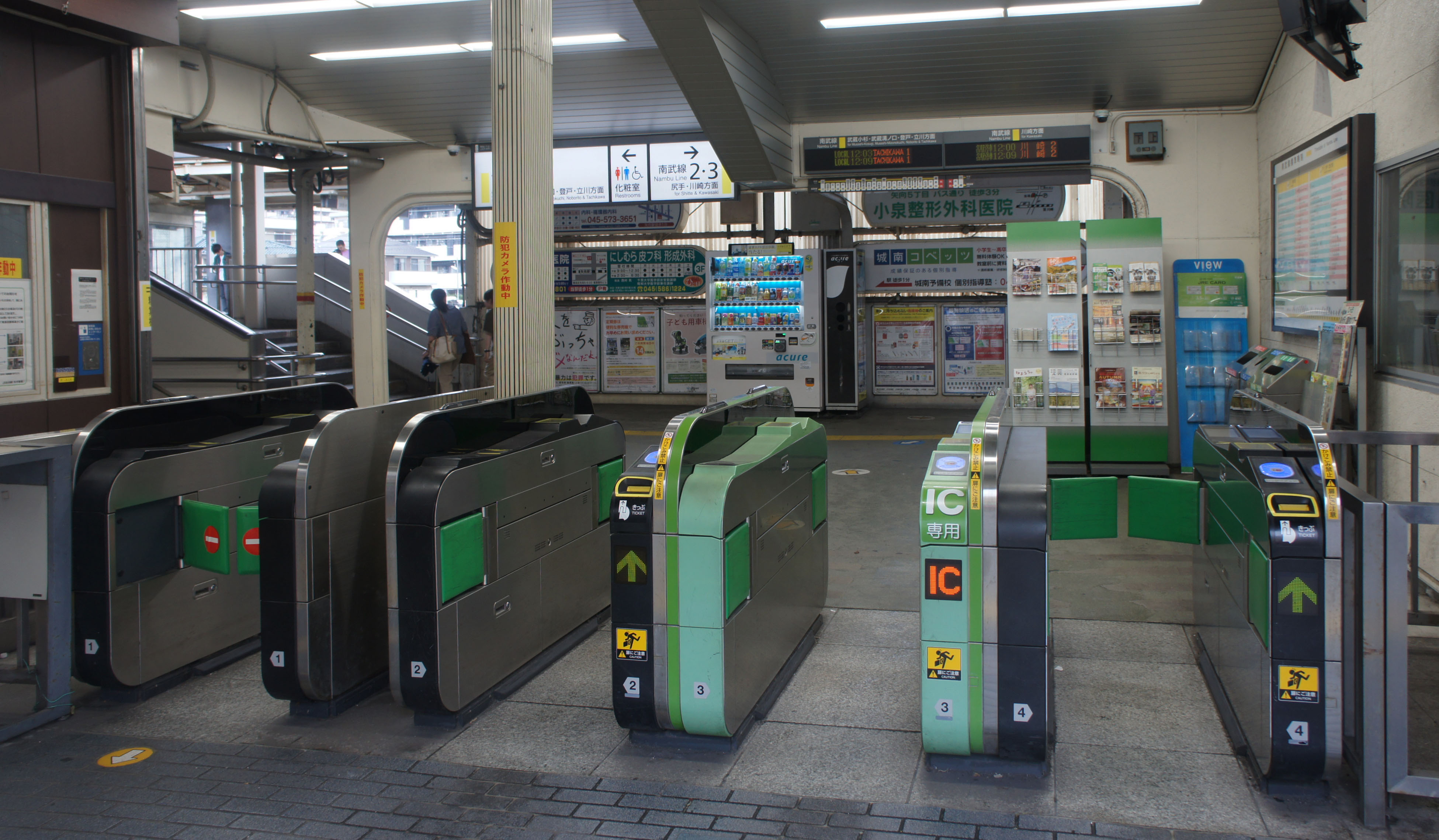
閘口（2019年9月）
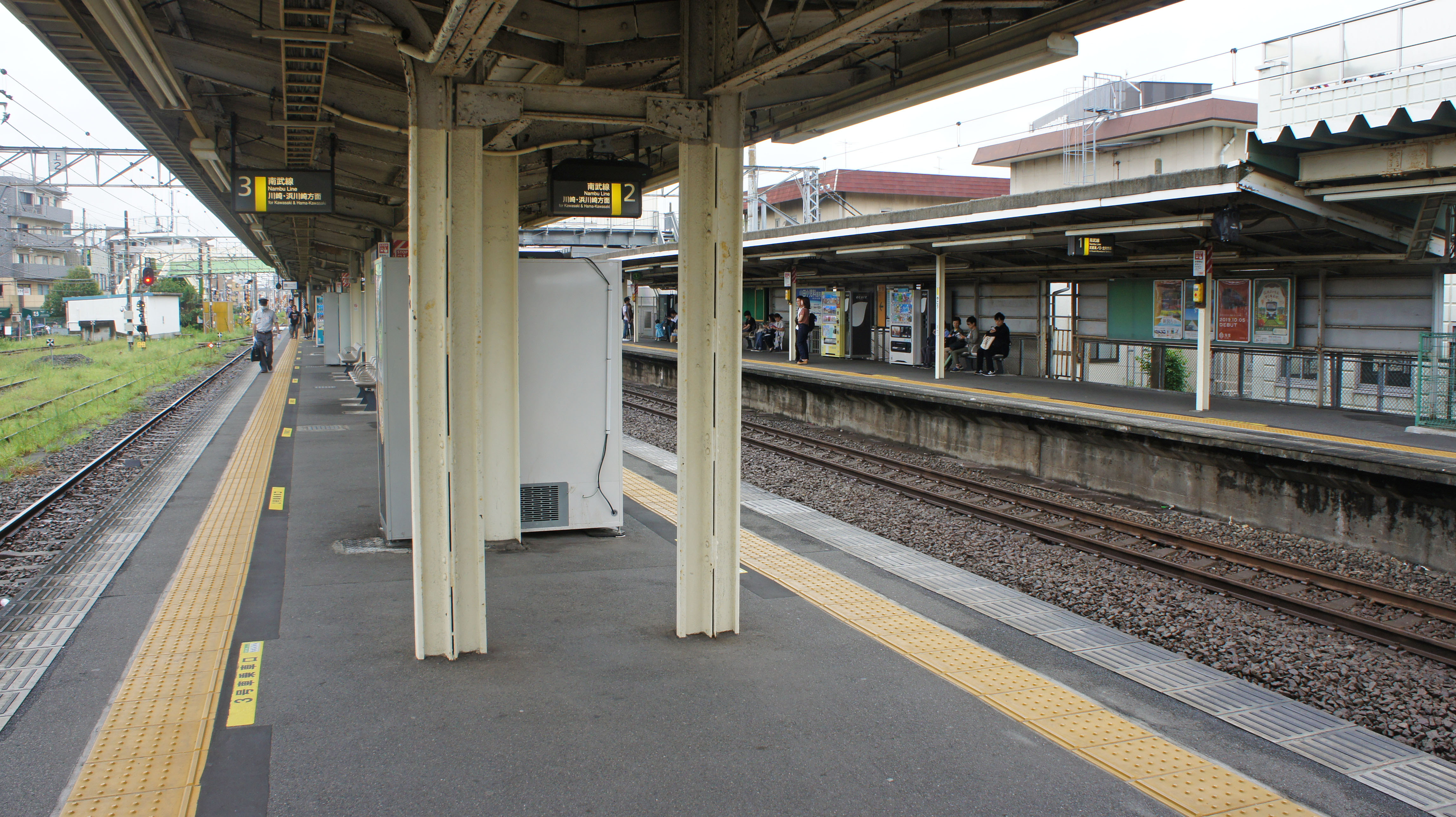
月台和等待交接的員工（2019年9月）

## 使用情況
2019年（令和元年）度1日平均上車人次為19,449人。只限各站停車的車站當中最多。
近年的推移如下表。
| 年度               | 1日平均 上車人次 | 來源       |
| ------------------ | ---------------- | ---------- |
| 1991年（平成03年） | 15,040           |            |
| 1992年（平成04年） | 14,994           |            |
| 1993年（平成05年） | 15,054           |            |
| 1994年（平成06年） | 14,681           |            |
| 1995年（平成07年） | 14,187           | [ 統計 2 ] |
| 1996年（平成08年） | 13,944           |            |
| 1997年（平成09年） | 13,538           |            |
| 1998年（平成10年） | 13,372           | [ * 1 ]    |
| 1999年（平成11年） | 13,529           | [ * 2 ]    |
| 2000年（平成12年） | 13,496           | [ * 2 ]    |
| 2001年（平成13年） | 13,798           | [ * 3 ]    |
| 2002年（平成14年） | 13,336           | [ * 4 ]    |
| 2003年（平成15年） | 13,293           | [ * 5 ]    |
| 2004年（平成16年） | 13,257           | [ * 6 ]    |
| 2005年（平成17年） | 14,555           | [ * 7 ]    |
| 2006年（平成18年） | 15,176           | [ * 8 ]    |
| 2007年（平成19年） | 15,652           | [ * 9 ]    |
| 2008年（平成20年） | 15,788           | [ * 10 ]   |
| 2009年（平成21年） | 15,762           | [ * 11 ]   |
| 2010年（平成22年） | 16,214           | [ * 12 ]   |
| 2011年（平成23年） | 16,318           | [ * 13 ]   |
| 2012年（平成24年） | 17,022           | [ * 14 ]   |
| 2013年（平成25年） | 17,726           | [ * 15 ]   |
| 2014年（平成26年） | 17,837           | [ * 16 ]   |
| 2015年（平成27年） | 17,979           | [ * 17 ]   |
| 2016年（平成28年） | 18,134           | [ * 18 ]   |
| 2017年（平成29年） | 18,623           |            |
| 2018年（平成30年） | 18,986           |            |
| 2019年（令和元年） | 19,449           |            |

## 车站周边
- 佳能矢向事業所
- 大陽日酸川崎事業所
- 矢向地区中心
- 三井住友銀行矢向支店
- 横滨矢向邮政局
- 鶴見警察署矢向站前派出所
- 松月堂

## 接驳交通

### 公交
最近的停靠站为矢向站前站。停靠的路线为由川崎鶴見臨港公交（临港）和横滨市交通局（市营）运营的以下路线。
- 川56系統：末吉橋方面 开往 川崎站西口（临港）
- 川69系統：小倉方面 开往 川崎站西口（临港）
- 川61系統：开往 元住吉、江川町、川崎站西口（临港）
- 川57系統：开往 川崎站西口（临港）
- 18系統：开往 生麦、鶴見站前（市营）

## 相鄰車站
東日本旅客鐵道（JR東日本）
 南武線
■快速
通過
■各站停車
尻手（JN 02）－矢向（JN 03）－鹿島田（JN 04）